# بيل فالنتاين
بيل فالنتاين (بالإنجليزية: Bill Valentine)‏ هو حكم كرة قاعدة ‏ أمريكي، ولد في 21 نوفمبر 1932 في ليتل روك في الولايات المتحدة، وتوفي في 26 أبريل 2015.

## وصلات خارجية
- بيل فالنتاين على موقع جمعية أبحاث البيسبول الأمريكية (الإنجليزية)